# Petit lac Saint-François (Ashberham)
Pour les articles homonymes, voir Saint-François.
Ne doit pas être confondu avec Petit lac Saint-François.
Le Petit lac Saint-François est un lac situé près de la municipalité de Saint-Joseph-de-Coleraine dans la région administrative de Chaudière-Appalaches. Il reçoit les eaux de la rivière Ashberham qui prend sa source dans le lac Caribou. La décharge du lac rejoint le Grand lac Saint-François, source de la rivière Saint-François qui rejoint le Fleuve Saint-Laurent.

## Géographie

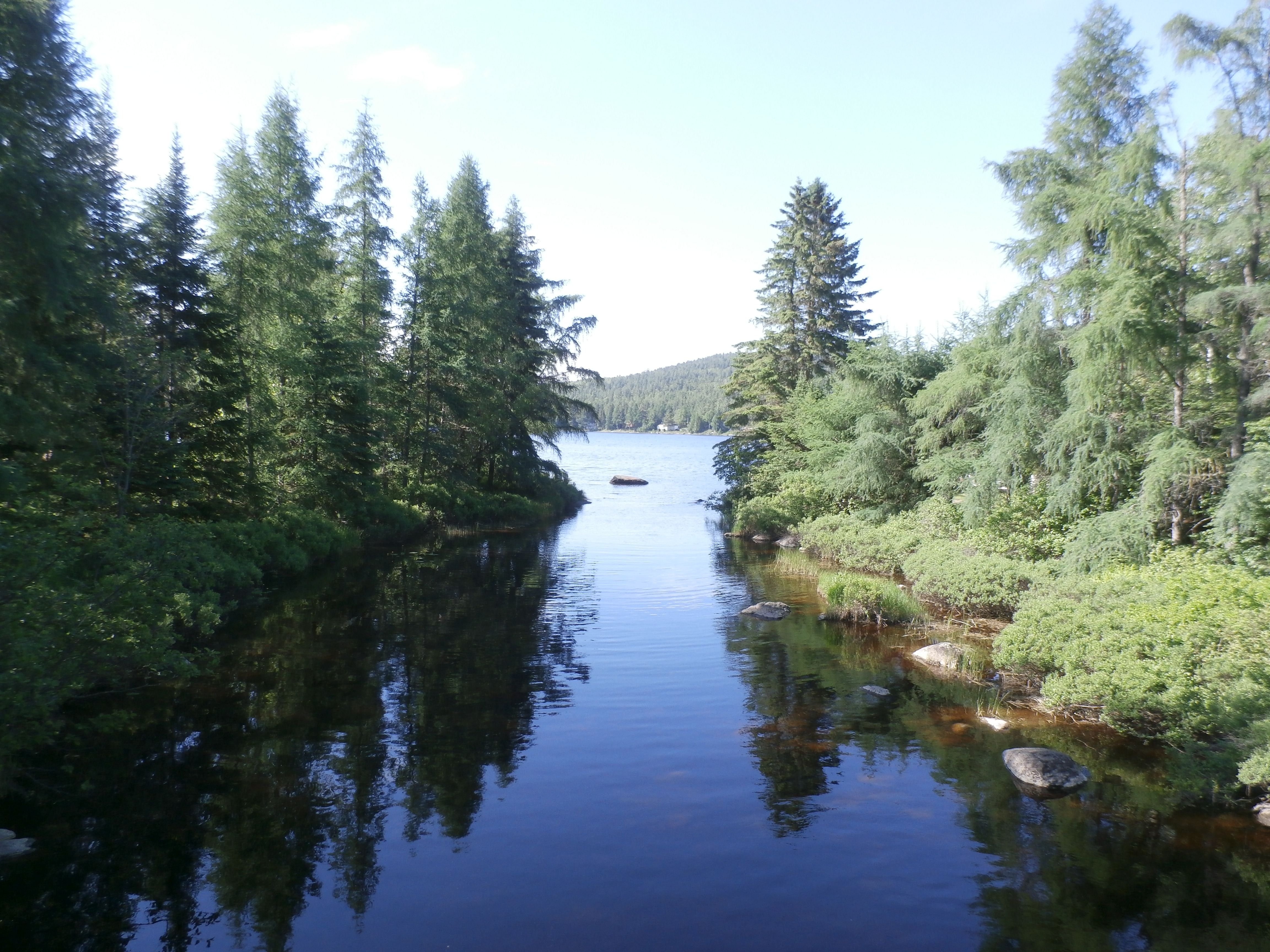
Rivière Ashberham au sud du petit lac Saint-François (Ashberham)

Sa superficie est d'environ 270 acres, son altitude de 312 mètres et sa profondeur maximum est de 14,63 mètres. La route 112 donne accès au lac. Une réserve abénaquise de 2 722 acres (11 km2) qui fut nommée Colraine Reserve fut concédée en 1853 dans le rang #10 et le rang #11 à l'ouest de la rive du lac ; elle fut abandonnée en 1882. La Piste Bécancour (Abenaki Becancour Trail), passait par là, reliait la rivière Bécancour et le bassin de la rivière Saint-François.